# Bayerisches Staatsministerium des Äußern

Siegel des Königlich Bayerischen Staatsministeriums des Königlichen Hauses und des Äußern

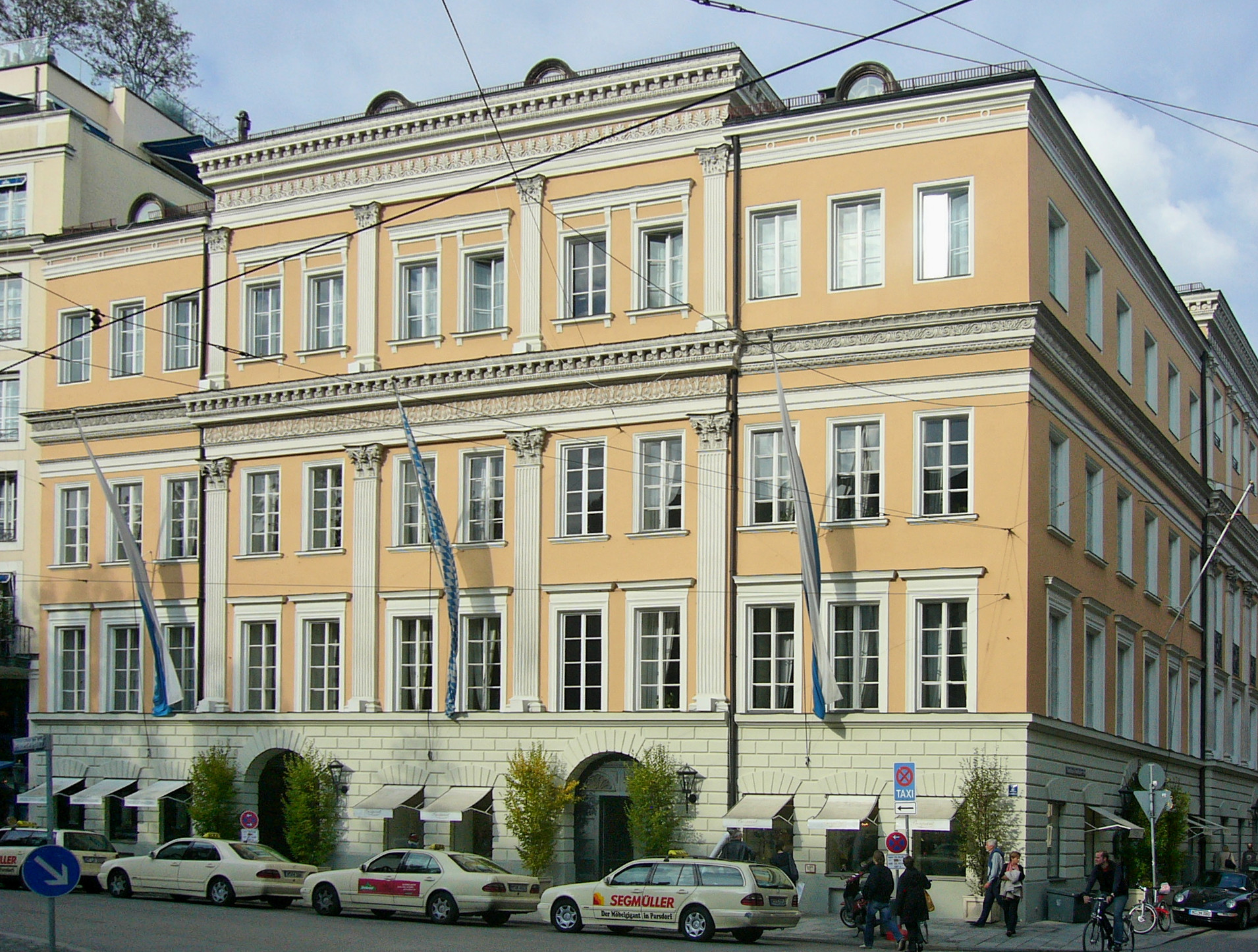
Das Palais Montgelas, 1817–1933 Sitz des Staatsministerium des Äußern, heute Teil des Hotels Bayerischer Hof

Das Bayerische Staatsministerium des Äußern (bis 1918: Bayerisches Staatsministerium des Königlichen Hauses und des Äußern) war von 1762 bis 1933 ein Ministerium in München.
Das Amt des Außenministers wurde meistens in Personalunion mit dem Vorsitz im Ministerrat bzw. dem Amt des Ministerpräsidenten geführt. Der Aufgabenbereich umfasste in Königreich und Republik auch Kompetenzen der inneren Verwaltung. Nachfolgebehörde ab 1933 war die Staatskanzlei.

## Geschichte

### Monarchie

#### Kurfürstentum Bayern

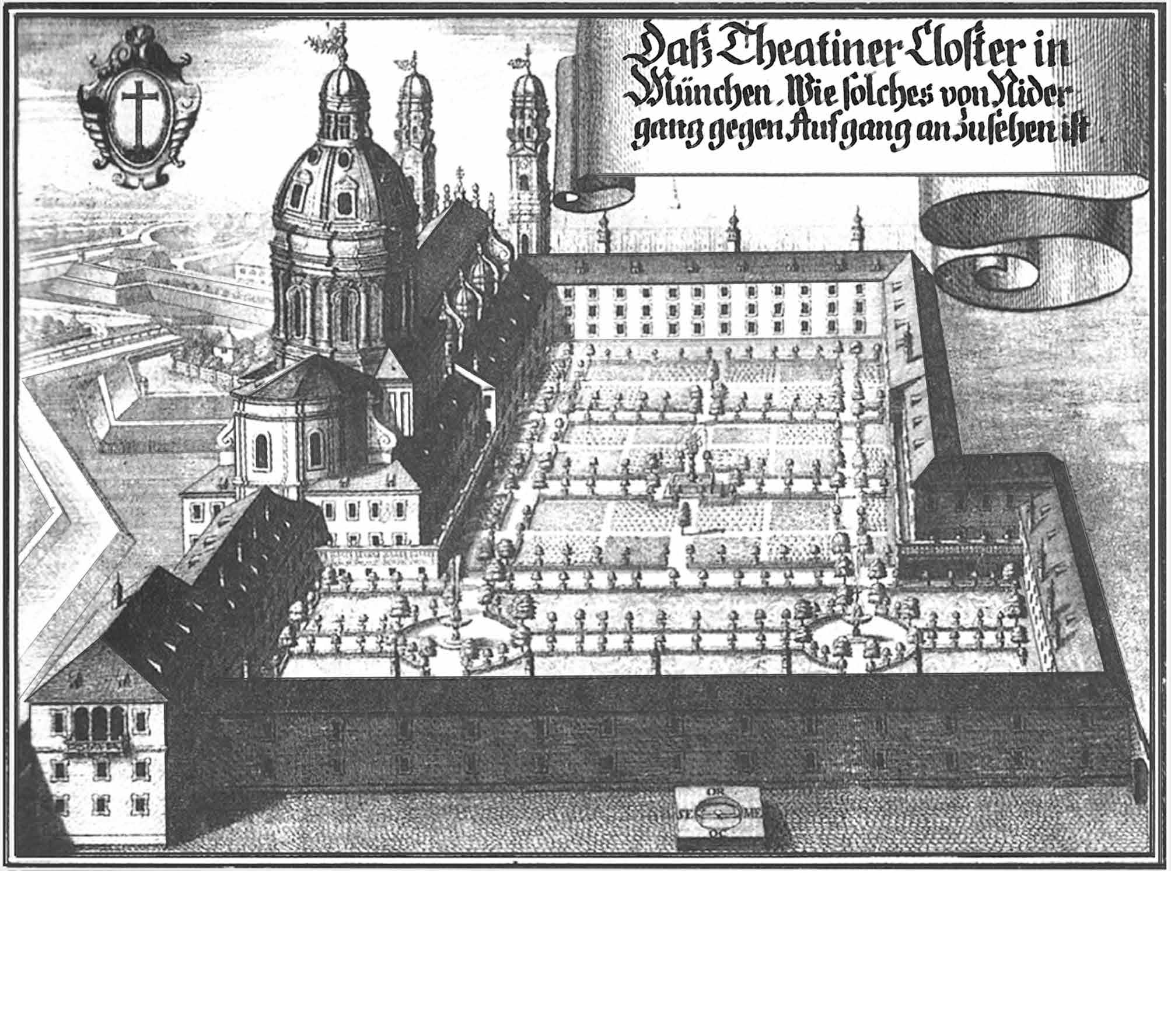
Von 1762 bis 1817 war das „Departement der Auswärtigen Staatsgeschäfte“ im Theatinerkloster untergebracht

Die Behörde bestand bereits vor der Montgelas’schen Verwaltungsreform von 1799, als Fachministerien eingerichtet wurden, denn es gab seit 1762 ein „Departement der Auswärtigen Staatsgeschäfte“. Minister war damals Maximilian Franz Joseph von Berchem. Sein Nachfolger wurde 1777 Matthäus von Vieregg.

#### Montgelaszeit
Als das Ministerium „der auswärtigen Angelegenheiten“ 1801 eingerichtet wurde, nahm es auch Bereiche des „inneren Staatsrechts“ wahr, denn das Departement der inneren Verwaltung existiert erst ab 1806. Diese Aufgabenbereiche wurden wieder stückweise abgegeben. Zu den Aufgaben nach 1806 gehörte die Betreuung des Haus- und Staatsarchivs, die Vertretung von Kirchen und Stiftungen vor Gericht, das Postwesen, Hausfideikommiss, Privatfürstenrecht und Lehenssachen. Angegliedert war das Reichsheroldsamt, das zuständig für Erteilung des Indigenats, Adelsverleihungen und Führung der Adelsmatrikel war, mit dem Ziel so die hinzugewonnene Bevölkerung für den neuen Staat gewinnen. Bezeichnenderweise war das Außenministerium auch für Ordensverleihungen zuständig.

#### Deutscher Bund
Mit der Verfassung von 1817 wurde das Ministerium sachgerecht als „Staatsministerium des Königlichen Hauses und des Äußern“ bezeichnet.
1825 wurde das Postwesen an das Finanzministerium abgegeben und kam 1832 wieder zurück. 1847 kam die Zuständigkeit für Post nochmals an das Finanzministerium. 1845 bis 1848 war das Außenministerium mit dem Eisenbahnwesen betraut. Seit 1849 hatte bis auf eine Ausnahme (1880–1890) der Staatsminister des Äußern immer den Vorsitz im Ministerrat inne, erstmals mit Ludwig von der Pfordten.

#### Kaiserreich
Bayern behielt nach 1871 im Kaiserreich einige Reservatrechte und das Recht auf eigene Gesandtschaften. Zudem hatte Bayern den Vorsitz im Bundesratsausschuss für auswärtige Angelegenheiten. Das Königreich Bayern unterhielt noch 1914 diplomatische Vertretungen in der französischen Republik (auch in Belgien akkreditiert), Österreich-Ungarn, in  Russland, Königreich Italien, beim Heiligen Stuhl sowie in der Schweiz.
Das Staatsministerium des Äußern hatte weitere Aufgaben. 1871 wurde das Handelsministerium aufgelöst und die Verkehrsabteilung kam an das Außenministerium, was ab diesen Zeitpunkt den hauptsächlichen Arbeitsanfall bildete. 1871 bis 1874 unterstand auch das Zollwesen dem Ministerium.
1903 wurden der Verkehr dem neugeschaffenen Verkehrsministerium unterstellt.
1904 wurden aus dem Geschäftsbereich des Innenministeriums dem Staatsministerium des Äußern die Angelegenheiten des Handels, der Industrie, des Kunstgewerbes, Handwerks und des Kleingewerbes überwiesen. Es handelte sich hierbei um die Aufsicht und Förderung dieser Wirtschaftszweige: Gewerbeordnung, Genossenschafts- und Kreditwesen, Aufsicht über die Handels- und Gewerbekammern, Förderung von Industrie- und Gewerbeausstellungen, Gewerbesteuerangelegenheiten, Gewerbe- und Kaufmannsgerichte, Förderfonds für Industrie und Gewerbe, Aufsicht über das Münz-, Währungs- und Börsenwesen und schließlich die Aufsicht über das Bergwesen. Am 13. Februar 1915 verbot die Behörde das Hissen der 1909 privat eingeführten schwarz-gelben Pfalzfahne.

### Republik
Die mit den 1904 übernommenen Aufgaben betraute Abteilung II des Staatsministeriums des Äußern wurde 1919 vom neugeschaffenen Revolutionsministerium, dem Staatsministerium für Handel, Industrie und Gewerbe seinerseits übernommen. Infolge einer „Staatsvereinfachung“ kam es 1928 zur Rückgliederung in das Staatsministerium des Äußern. 1932 erhält das Ministerium seinen letzten Titel, der seine Aufgaben besser zum Ausdruck brachte „Staatsministerium des Äußern, für Wirtschaft und Arbeit“. Wie zu Zeiten der Monarchie war das Amt mit dem Vorsitz im Ministerrat verbunden, nun allerdings unter dem Titel eines Ministerpräsidenten.

### Zeit des Nationalsozialismus
Am 12. April 1933 wurde das Außenministerium aufgelöst und auf die verschiedenen Ressorts verteilt. Aus den Überresten entstand die Staatskanzlei.

## Minister
Das Ministerium wurde geleitet von:
| Name                                                        | Amtszeit                                 | Bemerkungen                                                    |
| ----------------------------------------------------------- | ---------------------------------------- | -------------------------------------------------------------- |
| Maximilian von Montgelas                                    | 21. Februar 1799 bis 2. Februar 1817     |                                                                |
| Aloys von Rechberg                                          | 2. Februar 1817 bis 26. Oktober 1825     |                                                                |
| Friedrich Karl von Thürheim                                 | 1. Januar 1826 bis 29. August 1828       |                                                                |
| Friedrich von Zentner                                       | 22. April 1827 bis 30. August 1828       | als Verweser                                                   |
| Joseph Ludwig von Armansperg                                | 30. August 1828 bis 31. Dezember 1831    |                                                                |
| Friedrich August von Gise                                   | 2. Januar 1832 bis 1. Juni 1846          | bis 13. Juli 1832 als Verweser                                 |
| Otto von Bray-Steinburg                                     | 1. Juni 1846 bis 4. April 1847           |                                                                |
| Georg Ludwig von Maurer                                     | 17. September 1847 bis 29. November 1847 | als Verweser                                                   |
| Ludwig von Oettingen-Wallerstein                            | 1. Dezember 1847 bis 11. März 1848       | als Verweser                                                   |
| Klemens von Waldkirch                                       | 14. März 1848 bis 29. April 1848         | als Verweser                                                   |
| Otto von Bray-Steinburg                                     | 29. April 1848 bis 18. April 1849        |                                                                |
| Ludwig von der Pfordten                                     | 18. April 1849 bis 1. Mai 1859           | Vorsitz im Ministerrat                                         |
| Karl von Schrenck von Notzing                               | 1. Mai 1859 bis 4. Oktober 1864          | Vorsitz im Ministerrat                                         |
| Max von Neumayr                                             | 4. Oktober 1864 bis 4. Dezember 1864     | als Verweser                                                   |
| Ludwig von der Pfordten                                     | 4. Dezember 1864 bis 29. Dezember 1866   | Vorsitz im Ministerrat                                         |
| Chlodwig zu Hohenlohe-Schillingsfürst                       | 31. Dezember 1866 bis 7. März 1870       | Vorsitz im Ministerrat                                         |
| Otto von Bray-Steinburg                                     | 8. März 1870 bis 25. Juli 1871           | Vorsitz im Ministerrat                                         |
| Friedrich von Hegnenberg-Dux                                | 21. August 1871 bis 2. Juni 1872         | Vorsitz im Ministerrat                                         |
| Adolph von Pfretzschner                                     | 1. Oktober 1872 bis 4. März 1880         | Vorsitz im Ministerrat                                         |
| Friedrich Krafft von Crailsheim                             | 4. März 1880 bis 1. März 1903            | Seit 1890 Vorsitz im Ministerrat                               |
| Clemens von Podewils-Dürniz                                 | 1. März 1903 bis 9. Februar 1912         | Vorsitz im Ministerrat                                         |
| Georg von Hertling                                          | 9. Februar 1912 bis 10. November 1917    | Vorsitz im Ministerrat                                         |
| Otto von Dandl                                              | 11. November 1917 bis 8. November 1918   | Vorsitz im Ministerrat                                         |
| Kurt Eisner                                                 | 8. November 1918 bis 21. Februar 1919    | Ministerpräsident, USPD                                        |
| Johannes Hoffmann                                           | 18. März 1919 bis 13. März 1920          | Ministerpräsident                                              |
| Gustav von Kahr                                             | 16. März 1920 bis 11. September 1921     | Ministerpräsident, BVP                                         |
| Hugo Graf von und zu Lerchenfeld auf Köfering und Schönberg | 21. September 1921 bis 2. November 1922  | Ministerpräsident, BVP                                         |
| Eugen von Knilling                                          | 8. November 1922 bis 5. Mai 1924         | Ministerpräsident, BVP                                         |
| Heinrich Held                                               | 28. Juni 1924 bis 15. März 1933          | Ministerpräsident, BVP                                         |
| Franz Ritter von Epp                                        | 16. März 1933 bis 12. April 1933         | Reichsstatthalter und kommissarischer Ministerpräsident, NSDAP |

## Gebäude

### 1817–1933: Palais Montgelas
Dienstsitz des Staatsministerium des Äußern war das Palais Montgelas, heute Teil des Hotels Bayerischer Hof.